# کارکس سدیروی
کارکس سدیروی (نام علمی: Carex sodiroi) نام یک گونه از سرده جگن است.